# La ciudad al fin de la eternidad (Star Trek: La serie original)
"La ciudad en el límite del tiempo" (en idioma original, The City on the Edge of Forever) es el vigésimo octavo y penúltimo episodio de la primera temporada de la serie de televisión Star Trek: La serie original. Fue transmitido por primera vez el 6 de abril de 1967. Fue repetido el 31 de agosto de 1967 y fue la última vez que la NBC transmitió un episodio de la serie los jueves por la noche. Fue uno de los episodios más aclamados por la crítica y le fue otorgado el Premio Hugo de 1968 por mejor presentación dramática. El único otro episodio en obtener tal honor es uno de dos partes "La colección de fieras". El guion televisivo está acreditado a Harlan Ellison, pero también fue reescrito extensamente por varios autores antes de filmarlo. La filmación fue dirigida por Joseph Pevney. Joan Collins fue una actriz invitada y personificó a Edith Keeler.
Este episodio trataba acerca de que la tripulación del Enterprise descubre un portal a través del espacio y del tiempo que lleva a que el doctor McCoy accidentalmente altere la historia.

## Guion
La fecha estelar de este episodio es desconocida. La nave estelar USS Enterprise investiga perturbaciones temporales centradas en un planeta cercano. Sulu es atrapado en una explosión de una consola y sufre una fibrilación en el corazón. El doctor McCoy es llamado para auxiliarlo y decide administrarle una dosis de cordrazina para despertarlo. Momentos más tarde una nueva perturbación temporal causa que la nave se sacuda violentamente; como resultado de esto McCoy accidentalmente se inyecta una sobredosis de cordrazina, causándose una violenta paranoia. Alucinando, huye del puente y se teletransporta al planeta.
El capitán Kirk forma una partida de búsqueda compuesta de dos guardias de seguridad, él mismo, Spock, Scotty y Uhura. Una vez en el planeta Spock encuentra que la fuente de las distorsiones temporales es un antiguo anillo de un material pedregoso y brillante. El anillo habla y se identifica como "Guardián del Tiempo", explica que es una puerta a cualquier tiempo y lugar, y muestra períodos de la historia de la Tierra en la apertura de su portal. El equipo localiza a McCoy, pero él huye y salta a través del portal antes de que cualquiera pueda detenerlo. Repentinamente la partida de desembarco pierde contacto con el Enterprise. El Guardián les informa que la historia acaba de ser alterada y que como resultado el Enterprise dejó de existir.
Está claro para la partida de desembarque que al saltar a través del portal, McCoy de alguna forma alteró el pasado y borró la historia tal como ellos la conocían. Kirk le solicita al Guardián volver a mostrar las imágenes de la historia nuevamente y él y Spock se alistan para saltar a través del portal justo antes de que McCoy lo haga, con la esperanza de que ellos puedan corregir el cambio causado por McCoy. Kirk y Spock saltan a través del portal en el momento correcto y se materializan en Nueva York durante la era de la Gran Depresión de los años 1930. Sus uniformes y las orejas de Spock asustan a un transeúnte, así que Kirk roba algunas ropas que ve colgando de una escalera de incendios y ambos se esconden en el subterráneo de un edificio cercano. Allí se encuentran con una mujer llamada Edith Keeler (interpretada por Joan Collins), quien se identifica como una trabajadora social de la calle Misión 21. Ellos se disculpan por la invasión y se ofrecen para trabajar con ella, que les permite quedarse. Mientras tanto, Spock comienza a construir un dispositivo que usa para encontrar la parte de la historia que McCoy alteró.
Kirk pronto comienza a enamorarse de Edith. La encuentra notablemente visionaria con una visión positiva acerca del futuro para la humanidad. McCoy se materializa en este momento, y después de encontrarse con un vagabundo, termina en la calle Misión 21 donde Edith lo lleva a descansar. Kirk y Spock no notan su llegada. Mientras, Spock finaliza el dispositivo, analizando los datos junto a Kirk. Estos le revelan que se suponía que Edith debía morir poco después en un accidente de tránsito, pero que habiendo sido salvada de ese destino por las acciones del doctor McCoy, formó un movimiento pacifista que influyó en retrasar la entrada de los Estados Unidos en la Segunda Guerra Mundial; este retraso le dio a la Alemania Nazi el tiempo necesario para desarrollar una bomba atómica y finalmente conquistar al mundo. Kirk debe encarar el hecho de que si Edith no muere como se supone que lo haga, la historia quedará para siempre alterada.
Mientras tanto Edith cuida de McCoy, quien le cuenta quien es y de donde viene. Edith no cree su aparentemente fantástica historia, pero le dice que haría buena amistad con su excéntrico nuevo novio quien la va a llevar a ver una película protagonizada por Clark Gable, un actor que no es (para gran sorpresa de Edith) conocido por McCoy.
Cuando más tarde Kirk y Edith van caminando hacia el cine, ella menciona a McCoy. Alarmado Kirk le pide a Edith enfáticamente "quédate aquí" antes de cruzar rápidamente la calle para avisar a Spock. Cuando él alcanza a Spock, McCoy sale de la Misión justo al frente de ellos. Una sorprendida Edith cruza la calle para unirse a ellos, pero no se da cuenta de un camión que se acerca rápidamente. Instintivamente Kirk trata de apartar a Edith del camino del camión pero se detiene cuando Spock le grita "¡No, Jim!". McCoy entonces trata de salvar a Edith pero es retenido por Kirk, el camión atropella a Edith y la mata. Un aturdido McCoy le dice a Kirk, "¡Me ha retenido expresamente! Podría haberla salvado… ¿sabes que podría haberlo hecho?". Kirk lo aleja silenciosamente y Spock dice calladamente "Él lo sabe, doctor. Él lo sabe".
Con la muerte de Edith, la historia regresa a su línea de tiempo original y Kirk, Spock y McCoy regresan al planeta del Guardián para encontrar al resto de la partida de desembarco donde la habían dejado. Scotty destaca que los tres se han ausentado solo por unos pocos instantes. El Guardián les dice "El Tiempo ha reasumido su forma. Todo está como era antes" y agrega "Muchos de tales viajes son posibles. Déjenme ser su portal". Sin embargo, Uhura le avisa que el Enterprise está listo para teletransportarlos de regreso y el traumatizado Kirk le responde ordenando "Larguémonos de aquí". La partida de desembarco es teletransportada de regreso y el Guardián se queda solo nuevamente.

## Remasterización del 40 aniversario
Este episodio fue remasterizado en el año 2006 y fue transmitido el 7 de octubre de 2006 como parte de la remasterización del 40 aniversario de la serie original. Fue precedido una semana antes por "Horas desesperadas" y seguido una semana más tarde por "Yo, Mudd". Además de la remasterización del video y del audio y de todas las animaciones CGI de la USS Enterprise que es la normal entre las revisiones, los cambios específicos al episodio también incluyeron:
- El clima del planeta fue actualizado para ser más real fotográficamente. La mayor parte de los efectos originales del episodio fueron mejorados.
- Cuando el episodio fue remasterizado en el año 2006, la escena del vagabundo vaporizándose a sí mismo con el fáser de McCoy no fue exhibida en la nueva versión sindicada. La escena se corta abruptamente desde cuando McCoy tropieza con el hombre al lado de él hasta cuando McCoy deambula en la casa de la misión de Edith. Esta escena no fue cortada de la versión que es distribuida en alta definición usando la red Xbox Live Video de la Xbox 360, la versión vendida a través de iTunes, o las versiones Blu-ray o HD DVD distribuidas por Paramount. El efecto fue ligeramente alterado en que la silueta del hombre es mostrada dentro del rayo de luz azul en vez del completo blanqueamiento del original.

## Producción

### Guion original
En el guion original el teniente Richard Beckwith, un vendedor de drogas que vende la ilegal "Joyas del Sonido", mata al Teniente LeBeque después de amenazarlo con exponer las actividades de Beckwith. Después de escapar a la superficie del planeta con el capitán Kirk, el sr. Spock, la yeoman Janice Rand, y seis guardias de seguridad en sus talones, entra al Vórtice del Tiempo para escapar, vigilado por el Guardián de la Eternidad. La línea de tiempo cambia provocando que el Enterprise se convierta en el Cóndor, una nave pirata.
El resto del episodio es aproximadamente el mismo (con Keeler convirtiéndose en el foco del viaje en el tiempo y Kirk enamorándose de ella), pero con más énfasis en Kirk y Spock espiando a Keeler, esperando que Beckwith la encuentre. El guion también incluía un personaje adicional en el carácter de un veterano de la Primera Guerra Mundial llamado Trooper. Beckwith asesina a Trooper con un disparo de su fáser, pero su muerte, a diferencia de la supervivencia de Keeler, no altera la continuidad del tiempo; Kirk y Spock racionalizan que la vida de Trooper no era importante, causando una gran pena a Kirk.
El final es la captura de Beckwith y Edith Keeler siendo atropellada por un camión en fatal accidente de tránsito. Pero en esta versión Beckwith intenta salvar a Edith, y Spock debe agarrarlo y detenerlo. El capitán Kirk, sabiendo que Edith debe morir, pero queriendo que ella viva, ya que se ha enamorado completamente de ella, se paraliza por la indecisión y no hace nada.
Con la línea de tiempo corregida, Beckwith intenta escapar nuevamente pero los Guardianes de la Eternidad han puesto una trampa para él: se encuentra en una supernova que está explotando, y justo antes de que muera terriblemente es retrocedido en el tiempo y forzado a revivir su agonizante muerte nuevamente por toda la eternidad.
La última escena era una quieta y silenciosa entre Kirk y Spock, donde Spock trata al capitán compasivamente diciéndole que "a ninguna otra mujer le fue ofrecido el universo por amor". En su adaptación de la historia en el libro Star Trek 2, James Blish explica a los lectores que trató de preservar los mejores elementos de tanto el guion original de Ellison y la versión final. En la versión de Blish, Kirk permite que Edith muera, con el resultado de que Spock le dice: "A ninguna otra mujer casi le fue ofrecido el universo por amor".
La segunda versión revisada del borrador final tenía a McCoy mordido por un animal venenoso, que la hacía volverse loco y teletransportarse al planeta del Guardián.
La historia original de Ellison tenía lugar en Chicago en vez de en Nueva York, y el nombre del ángel de los pobres era Hermana Edith Koestler, y no Keeler. Esta confusión parece haberse colado en la historia final cuando en los créditos de cierre que fue exhibido el personaje es erróneamente identificado como la "Hermana Edith Keeler."

### Controversia
El guion fue encargado a principios de 1966 a Harlan Ellison. El libro de Justman y Solow Al Interior de Viaje a las Estrellas recuerda que el guion fue entregado tarde.
El equipo de producción consideró que el guion de Ellison era excelente (aunque el director Joseph Pevney dijo "Harlan no tenía sentido del teatro... en los momentos dramáticos del guion original, se equivocó malamente "), pero tenían varias preocupaciones. Como originalmente estaba escrito el episodio habría sido demasiado largo para un capítulo de una hora, demasiado caro de ambientar, con demasiadas partes habladas y elaborados efectos especiales. También varios elementos de la trama, tales como un miembro de la tripulación traficando con drogas y con Kirk preparándose a sacrificar a su tripulación para estar con Edith llevaron a los productores a decidir que el guion de Ellison simplemente "no era Star Trek." Ellison hizo una cantidad de cambios él mismo, entregando un segundo borrador final revisado en diciembre de 1966. La historia era aún considerada demasiado cara para filmarse como estaba escrita, y fue reescrita internamente por una serie de editores incluyendo Steven W. Carabatsos, Gene L. Coon, D. C. Fontana, y el mismo Gene Roddenberry. Ellison no estuvo contento con las correcciones y consideró desconocer su autoría al firmarlo con su pseudónimo "Cordwainer Bird".
Parte de la razón para esta controversia fue el sutil pero importante cambio en el personaje de Edith Keeler. En el guion original ella era una trabajadora social con ligero giro de filosofía hippie mientras que en la versión final fue cambiada a una total opositora a la guerra. La versión exhibida al final llevaba implícito que los movimientos antibélicos eran dañinos para el futuro de la humanidad (Kirk: "Ella tenía razón, la paz es el camino". Spock: "Ella tenía razón... pero en el momento equivocado"). Cuando al productor asociado Robert Justman le fue consultado si el episodio pretendía "tener al movimiento anti Guerra en Vietnam como subtexto", él replicó "por supuesto que lo tenía". Este nuevo elemento temático que puede ser interpretado como crítico al movimiento antibélico, iba en contra de las fuertemente sostenidas opiniones antiguerra de Ellison, que estaban establecidas en muchos de sus escritos.
De acuerdo a Ellison, Roddenberry más tarde declaró que el guion original de Ellison tenía a Scotty traficando con drogas, pero Scotty no apareció en todo ese guion. Roddenberry admitió más tarde que cuando hizo ese comentario, no había leído el borrador de Ellison en años. Ellison mostró su lado de la historia en un libro de 1995, The City on the Edge of Forever: The Original Teleplay that Became the Classic Star Trek Episode (en español: "La ciudad en el límite del tiempo: El Guion Original que se Convirtió en un Episodio Clásico de Star Trek"), conteniendo los dos borradores de su historia, el primer guion televisivo, con el avance, y el primer acto de su segundo borrador revisado (este último fechado en diciembre de 1966).
La filmación de este episodio comenzó el 3 de febrero de 1967 y finalizó el 14 de febrero de 1967. Este episodio se demoró en filmar siete días y medio, más que lo típico que para un episodio normal, y de acuerdo a Inside Star Trek, el coste total alcanzó US$250,000, comparado con un promedio semanal de alrededor de $185,000.
Las viejas ruinas fueron el resultado de alguien leyendo erróneamente la descripción de Harlan Ellison en el guion de que la ciudad estaba "cubierta con runas".
Antes de reimprimirse en el libro de Ellison de 1996, el guion original de "La ciudad en el límite del tiempo" había sido publicado en "Six Science Fiction Plays" de 1976, editado por Roger Elwood (ISBN 0-671-48766-3).
- Wikinoticias tiene noticias relacionadas con La ciudad al fin de la eternidad (Star Trek: La serie original).

El 13 de marzo de 2009 Harlan Ellison puso una demanda contra CBS Paramount Television, exigiendo el pago del 25% de los ingresos netos de la comercialización, publicación y otros ingresos del episodio desde 1967; la demanda también incluye a la Asociación de Escritores de América por fallar repetidamente a actuar en nombre de Ellison en este asunto. El 22 de octubre de 2009, la demanda fue arreglada con Ellison declarando que él estaba satisfecho con el resultado.

### La filmación del episodio
Con la excepción de algunas filmaciones generales de la ciudad de Nueva York usadas en este episodio (en que el Puente de Brooklyn puede ser visto así como la calle enfrente del departamento en que Kirk y Spock vivían)), todas las filmaciones de exteriores fueron hechas en los "the back forty" (“cuarenta traseros”), el backlot de filmación de los Estudios Desilu en Culver City, California. Los episodios previos fueron filmados allí "Miri" y "El retorno de los Arcontes". La Misión de la Calle 21 era parte del set de filmaciones Back Forty conocido como "Main Street", y fue referida originalmente en The Andy Griffith Show como el Gran Teatro.

### Música
Además de los temas estándares de Star Trek usados en muchos episodios, este episodio tiene alguna música original compuesta por Fred Steiner, incluyendo el uso de la música de la canción popular Goodnight, Sweetheart. Esta música fue usada en la primera versión de video para hogares, tanto en Beta como en VHS, pero cuando la serie completa fue publicada en VHS, la música original fue reemplazada por música genérica, debido a problemas de derecho de autor. Cuando el primer DVD del episodio fue publicado, el plan era evitar música con derechos de autor, y la caja tenía la advertencia "Algunas de las músicas han sido cambiadas en este DVD", pero de alguna forma la música original fue usada en el DVD, y Paramount tuvo que seguir adelante y pagar los derechos de autor. Dado que los derechos de autor fueron pagados todas las subsecuentes entregas en DVD y Blu-Ray han incluido la música original.

## Reacción a este episodio
La versión filmada de "La ciudad en el límite del tiempo" es considerada el mejor episodio de la serie original por muchos críticos tales como Entertainment Weekly. TV Guide lo coloca en el puesto 68 entre los 100 Momentos Más Memorables de la historia de la televisión en su edición del 1 de julio de 1995, caracterizado en otro número entre los 100 mejores episodios de la televisión de todos los tiempos, y en el puesto 80 en su lista de los "100 Episodios Top de la Televisión de Todos los Tiempos". IGN lo clasificó como número uno entre los "10 mejores episodios de Viaje a las Estrellas Clásico ". Es uno de los episodios más ampliamente aclamados de la serie original de Star Trek. Le fue otorgado el Premio Hugo en 1968 por la in 1968 for the "Mejor Presentación Dramática" en la Convención Mundial de Ciencia Ficción de ese año. Esto fue veinticinco años antes de que otro programa de televisión recibiera ese honor nuevamente, y ese honorado fue el episodio "La Luz Interior" de Star Trek: La nueva generación.
La versión original del guion Harlan Ellison ganó el Premio de la Sociedad de Escritores de América de ese año por el mejor guion dramático de una hora de duración. Gene L. Coon dijo entonces: "Si Harlan gana, me voy a morir", y que "hay dos guiones esta noche para el premio de la Sociedad de los Escritores, y yo escribí ambos". Esta cita es de dudoso mérito, ya que las reglas de la WGA no permiten a las compañías productoras remitir guiones, sino que sólo a los escritores acreditados, que pueden enviar cualquier borrador de los guiones que deseen. Ellison envió el primer borrador original para consideración del premio de la WGA, y no alguna versión que hubiera sido editada por el equipo de producción de Star Trek, así que la supuesta versión de Coon acerca del guion era ineligible y nunca fue enviada. Gene Roddenberry notó que "mucha gente obtendría premios si ellos escribieran guiones que sobrepasaran tres veces el presupuesto del show". en el documental To Boldly Go... incluido en la temporada 1 del set de DVD, Leonard Nimoy caracteriza al episodio como el punto más alto de la serie, llamándolo una "buena tragedia". William Shatner lo consideró como uno de sus favoritos, y apareció como su "Elección del Capitán" en el "Star Trek Fan Collective—Captain's Log (2001)."

## Secuelas/Spin-offs
- El Guardián de la Eternidad ha sido caracterizado en otras historias de Star Trek. En 1973 el episodio "Yesteryear" de la (Star Trek: La serie animada) caracterizó al Guardián de la Eternidad. Una historia de 1978 en un número del cómic Star Trek de Gold Key, titulado “No Time Like the Past”, caracteriza al Guardián de la Eternidad. DC Comics Star Trek Volumen 2, #53 (octubre de 1993) comienza una historia de viaje en el tiempo de cinco partes que envuelve al Guardián del Tiempo. La novela de 2006 de Pocket Books Star Trek - Crucible: McCoy - Provenance of Shadows, escrita por by David R. George III, se centra en la vida de McCoy en una historia alterna antes que sea corregida, en la que el doctor nunca es rescatado y se tiene que adaptar a la vida en el siglo XX.
- Star Trek (DC Comics)#Vol. 2 También en Star Trek: Engines of Destiny, el Guardián de la Eternidad muestra a Guinan, un miembro de la tripulación del Enterprise-D, como restaurar una línea de tiempo en el que los Borg controlan la mayor parte del Cuadrante Alfa.
- En el episodio 1 de Star Trek: Phase II (fans) (continuación de Star Trek: La serie original) vuelve a salir el Guardián de la Eternidad en otra línea temporal donde a causa de un devorador de planetas los vulcanianos han muerto, el Enterprise ha sido destruido con el capitán Pike y Spock, y tienen un klingon como primer oficial. Vuelven primero a 2006 donde ha quedado atrapado William Decker, y luego va la USS Farragut al 2256 a derrotar el devorador de planetas para que no cause los daños que ha alterado en el presente.
- Star Trek Discovery, es parte de los capítulo 9 y 10, en la que el Guardián de la Eternidad le da una oportunidad a la Emperador Philippa Georgiou para que repare su línea temporal y lo que dará inicio al spinoff Sección 31.